# Mijn vriend Maigret

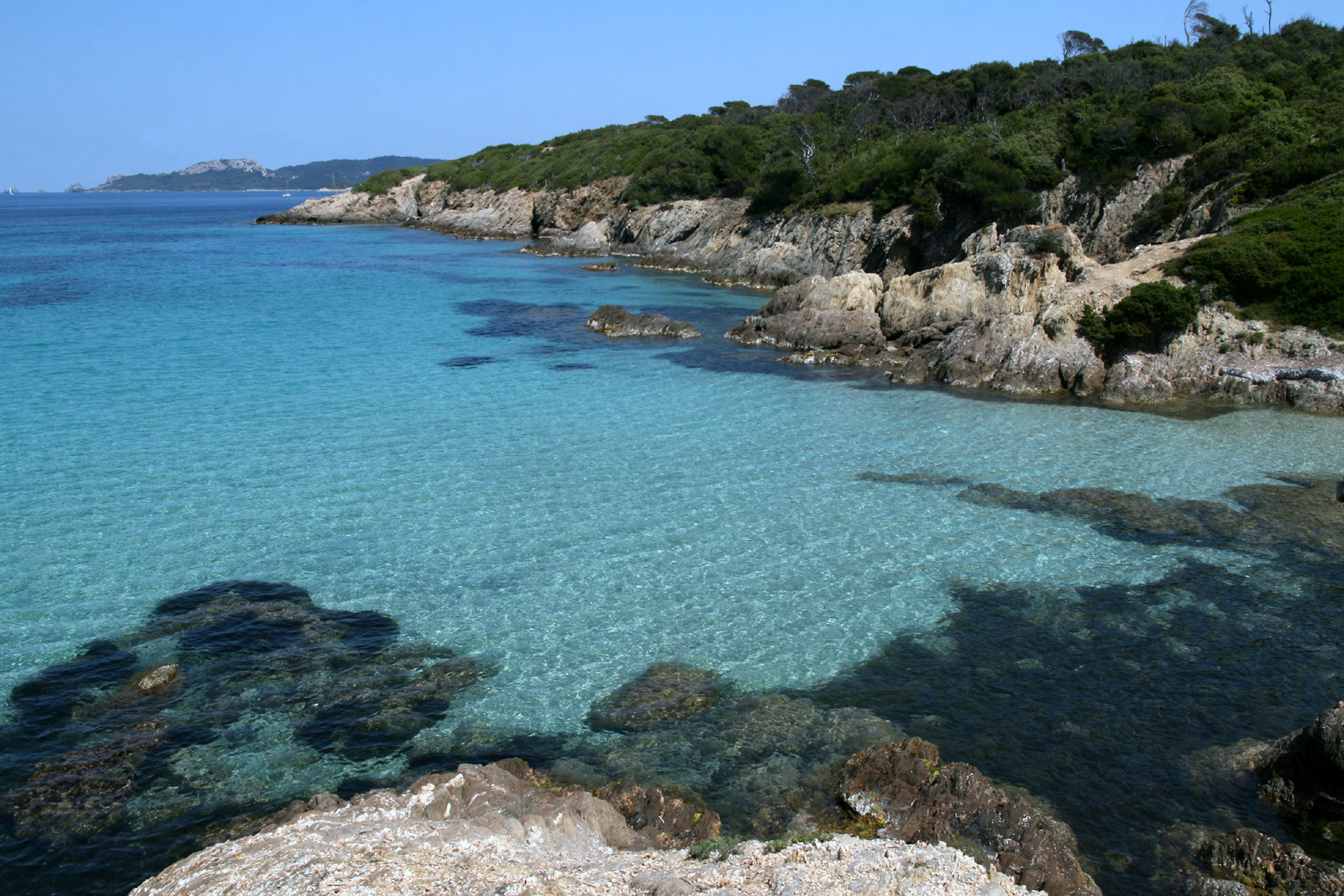
Kust van Porquerolles

 Mijn vriend Maigret (Franse titel: Mon ami Maigret) is een misdaadroman van Georges Simenon, gepubliceerd in 1949. Het boek maakt deel uit van de reeks over commissaris Maigret. Simenon werkte eraan tussen 24 januari en 2 februari 1949 te Stud Barn, in Tumacacori (Arizona), Verenigde Staten. Het werd nog datzelfde jaar bij Presses de la Cité in Parijs uitgegeven.

## Korte inhoud
Maigret krijgt in Parijs bezoek van inspecteur Pyke van Scotland Yard, die speciaal naar Frankrijk is gereisd om de methoden van de beroemde commissaris te bestuderen. Helaas is er toevallig geen enkele interessante zaak die zich aanbiedt, tot hij een telefoontje uit Porquerolles, een eilandje in de Middellandse Zee, ontvangt. 
Maigret verneemt dat daar een zekere Marcellin is doodgeschoten, die kort voor zijn dood had beweerd een "vriend" van de commissaris te zijn. Maigret had tien jaar geleden het boefje gearresteerd. Hij herinnert zich dat hij Ginette, de vriendin van Marcellin, toen naar het sanatorium had gebracht voor een behandeling van haar tuberculose. Marcellin zelf zat toen immers in de gevangenis. Maigret reist af naar het eiland en begint aan zijn onderzoek, met de Engelse inspecteur die, tot grote ergernis van Maigret, niet van zijn zijde wijkt.
Hij ontdekt dat Marcellin, voormalig pooier, gelegenheidsvisser en landloper, op zijn boot leefde en een populaire figuur op het eiland was geworden. Dankzij de getuigenis van een aantal mensen op het eiland, soms geholpen door de vooruitziende blik van Pyke - brengt Maigret de elementen samen die hem in staat stellen om licht te werpen op de gepleegde misdaad. Zijn verdenkingen vallen op twee mannen: Moricourt en De Greef. Moricourt is een soort gigolo die zich laat onderhouden door Wilcox, een rijke Engelse verzamelaarster van schilderijen; Jef de Greef is een jonge Nederlandse schilder. Maigret komt te weten dat Marcellin op het spoor was gekomen van een oplichterij: een vervalst schilderij, gesigneerd met 'Van Gogh', was als authentieke Van Gogh verkocht aan mevrouw Wilcox. Marcellin wilde de twee medeplichtigen de stuipen op het lijf jagen door te zeggen dat hij een vriend was van commissaris Maigret. Die avond had een van de twee boeven hem met een revolver gedood. De vraag was: wie van de twee was de dader? Maigret verdenkt in de eerste plaats De Greef, die gewetenlozer lijkt te zijn dan Moricourt.

## Nederlandse vertaling
- Mijn vriend Maigret, A.W. Bruna Uitgevers 1962, vertaling Jack Kroner; herdruk in 1984

## Verfilmingen
Het boek werd verfilmd voor televisie in 1973, onder regie van François Villiers, met Jean Richard in de rol van Maigret en Gérard Depardieu als De Greef. In 2001 verfilmde Bruno Gantillon het verhaal, met Bruno Cremer als inspecteur Maigret.